# Dérivé nitré

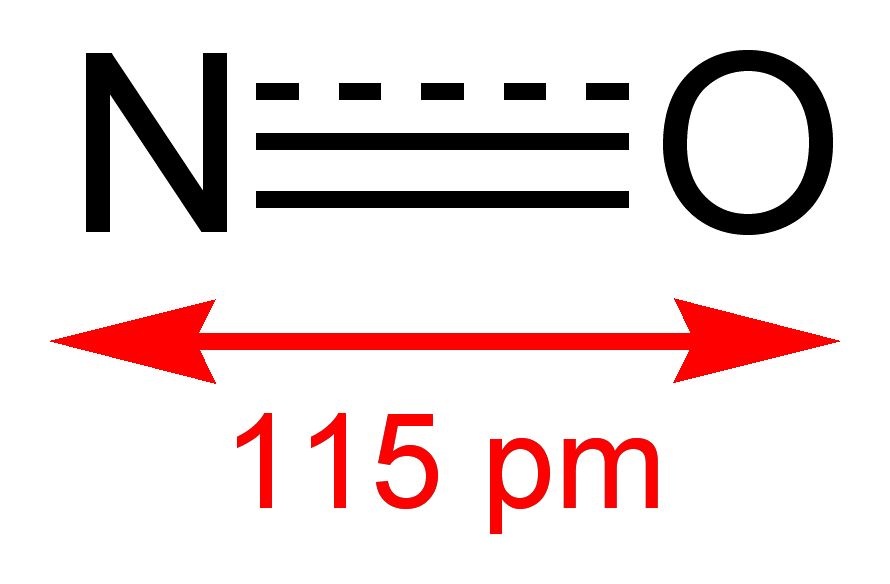
Oxyde de nitrite

Les dérivés nitrés sont une classe de médicaments à base de nitrates, utilisés dans le traitement de l'angine de poitrine et dans l'insuffisance cardiaque.

## Les différents nitrés
- Trinitrine
- mononitrate et dinitrate d'isosorbide
- Tétranitrate de pentaérythritol.

Ils peuvent être administrés par voie orale, par voie percutanée (timbre), par voie injectable ou par voie sublinguale (spray).

## Mécanisme d'action
Ils sont donneurs de NO (monoxyde d'azote), entraînant une vasodilatation des veines et des artères. Par ce biais, ils diminuent la pression artérielle et lèvent les spasmes vasculaires. Ils diminuent également la consommation en oxygène du myocarde probablement en diminuant son volume.
Ils possèdent une petite activité antiagrégante plaquettaire.

## Indications
Dans l'angine de poitrine stable, administrés précocement au cours d'une douleur (spray), ils permettent l'amélioration de la perfusion du muscle cardiaque et font céder rapidement la douleur, à tel point qu'ils constituent un test diagnostic : une douleur persistante malgré l'administration de nitrés est moins en faveur d'une origine angineuse. Au long cours (voie orale), ils diminuent la fréquence de survenue des douleurs, entraînant une meilleure tolérance à l'effort. Aucune efficacité n'a cependant été démontré sur la réduction des accidents cardiaques ou la mortalité cardio-vasculaire.
Dans l'angor spastique, ils permettent de diminuer le nombre de crises ou de faire céder ces dernières.
Au cours d'un angor instable ou d'un infarctus du myocarde à la phase aiguë, ils sont administrés par voie intraveineuse (seringue électrique). Ils améliorent la perfusion du muscle cardiaque et lèvent un éventuel spasme artériel et diminuent la mortalité mais la preuve de cette diminution date d'une époque où les techniques de revascularisation des artères coronaires étaient beaucoup moins utilisées.
Au cours d'une insuffisance cardiaque, ils facilitent le travail cardiaque en diminuant la pression artérielle et en diminuant le retour du sang veineux vers les poumons (vasodilatation veineuse). Ils sont largement utilisés à la phase aiguë d'une décompensation, même si le niveau de preuve de l'efficacité semble faible. A la phase chronique, ils peuvent être donnés si les autres traitements vasodilatateurs ne parviennent à réduire de manière optimale la pression artérielle. 

## Effets secondaires
La céphalée est très fréquente. Elle tend à s'atténuer dans le temps.
La baisse de la pression artérielle peut être trop importante, entraînant malaise ou syncope. Elle est majorée si le patient prend un médicament de type sildénafil, contre-indiquant ces derniers. Elle peut être également importante en cas d'infarctus du myocarde atteignant le ventricule droit.
Une méthémoglobinémie peut survenir en cas d'administration de doses importantes en intraveineuse de dérivés nitrés.
En cas de cardiomyopathie hypertrophique, dans sa forme obstructive, ils peuvent augmenter le gradient intra-ventriculaire et être, par ce biais, délétère.
Les dérivés nitrés pourraient provoquer ou aggraver un reflux gastro-œsophagien

## Tolérance
Donnés en continu, leur efficacité diminue graduellement. Une prise fragmentée pourrait minimiser ce risque. Ainsi, il est conseillé de retirer le patch de nitré quelques heures par jour. 
A contrario, il a été décrit un risque d'« effet rebond » avec possible exacerbation de l'angor après arrêt du médicament.